# Caloptilia sanguinella
Caloptilia sanguinella là một loài bướm đêm thuộc họ Gracillariidae. Nó được tìm thấy ở Hoa Kỳ (California và Maine).